# Liste der Einträge im National Register of Historic Places im Black Hawk County

Lage des Black Hawk County in Iowa

Die Liste der Einträge im National Register of Historic Places im Black Hawk County in Iowa führt die Bauwerke und historischen Stätten im Black Hawk County auf, die in das National Register of Historic Places aufgenommen wurden.

## Legende
| NRHP | Historic Place    |
| HD   | Historic District |

## Aktuelle Einträge
| [ 2 ] | Name                                                      | Bild                                                      | Eintragsdatum         | Lage | Ort                  | Beschreibung                                                                                                   |
| ----- | --------------------------------------------------------- | --------------------------------------------------------- | --------------------- | --- | -------------------- | --- |
| 1     | Bennington No. 4                                          | Bennington No. 4                                          | 2001 ID-Nr. 00001651  | Bennington Road Ecke Sage Road 42° 36′ 0″ N, 92° 17′ 50″ W                                                                                   | Waterloo             | 1911 errichtetes Schulgebäude; heute Museum                                                                    |
| 2     | Black Hawk County Soldiers Memorial Hall                  | Black Hawk County Soldiers Memorial Hall                  | 1988 ID-Nr. 88001322  | 194 West 5th Street 42° 29′ 44″ N, 92° 20′ 18″ W                                                                                             | Waterloo             | 1916 im neoklassizistischen Stil errichtete Gedächtnishalle für die Gefallenen des Amerikanischen Bürgerkriegs |
| 3     | Black Hawk Hotel                                          | Black Hawk Hotel                                          | 2002 ID-Nr. 02001542  | 115-119 Main Street 42° 32′ 15″ N, 92° 26′ 44″ W                                                                                             | Cedar Falls          | 1915 neu errichtetes Hotel                                                                                     |
| 4     | Campbell Baking Company                                   | Campbell Baking Company                                   | 2016 ID-Nr. 16000213  | 325 Commercial Street 42° 29′ 48,5″ N, 92° 20′ 32,1″ W                                                                                       | Waterloo             | |
| 5     | Cedar Falls Downtown Historic District                    | Cedar Falls Downtown Historic District                    | 2017 ID-Nr. 100001673 | 102-422 Main Street, 100 blk. East & West 2nd Street, 100 blk. East & West 3rd Street, 100 blk. East 4th Street 42° 32′ 10″ N, 92° 26′ 44″ W | Cedar Falls          | |
| 6     | Cedar Falls Ice House                                     | Cedar Falls Ice House                                     | 1977 ID-Nr. 77000494  | Franklin Avenue Ecke 1st Street 42° 32′ 19″ N, 92° 26′ 55″ W                                                                                 | Cedar Falls          | 1921 errichtetes Eishaus                                                                                       |
| 7     | Cedar Falls Independent Order of Odd Fellows              | Cedar Falls Independent Order of Odd Fellows              | 1997 ID-Nr. 97000384  | 401-403 Main Street 42° 32′ 5″ N, 92° 26′ 41″ W                                                                                              | Cedar Falls          | 1902 errichtetes Geschäfts- und Versammlungshaus                                                               |
| 8     | Cedar Falls Post Office                                   | Cedar Falls Post Office                                   | 2016 ID-Nr. 16000057  | 217 Washington Street 42° 32′ 10,2″ N, 92° 26′ 48,6″ W                                                                                       | Cedar Falls          | |
| 9     | Chapple and Young Block                                   | Chapple and Young Block                                   | 2002 ID-Nr. 02001025  | 316-318-320 Main Street 42° 18′ 47,9″ N, 92° 11′ 21,1″ W                                                                                     | La Porte City        | 1892 im neuromanischen Stil errichtetes Geschäftshaus                                                          |
| 10    | Chicago Great Western Railroad-Waterloo Freight Depot     | Chicago Great Western Railroad-Waterloo Freight Depot     | 1997 ID-Nr. 88001325  | 6th Street 42° 29′ 41″ N, 92° 20′ 1″ W | Waterloo             | 1903 errichtetes Bahnhofsgebäude                                                                               |
| 11    | Cotton Theater                                            | Cotton Theater                                            | 1993 ID-Nr. 93000764  | 103 Main Street 42° 32′ 14″ N, 92° 26′ 42″ W                                                                                                 | Cedar Falls          | 1910 im Stil der Neorenaissance errichtetes Theater                                                            |
| 12    | Dunkerton Bridge                                          | Dunkerton Bridge                                          | 1998 ID-Nr. 98000768  | Brücke über den Crane Creek 42° 34′ 23″ N, 92° 9′ 38″ W                                                                                      | Dunkerton            | 1909 errichtete Brücke mit drei Betonbögen                                                                     |
| 13    | Dunsmore House                                            | Dunsmore House                                            | 1977 ID-Nr. 77000497  | 902 Logan Avenue 42° 30′ 48″ N, 92° 20′ 14″ W                                                                                                | Waterloo             | 1866 errichtetes Wohnhaus; heute Museum                                                                        |
| 14    | Emerson School                                            | Emerson School                                            | 2004 ID-Nr. 04001403  | 314 Randolph Street 42° 29′ 34″ N, 92° 20′ 51″ W                                                                                             | Waterloo             | 1906 errichtetes Schulgebäude                                                                                  |
| 15    | Fire Station No. 2                                        | Fire Station No. 2                                        | 1988 ID-Nr. 88001321  | 716 Commercial Street 42° 29′ 38″ N, 92° 20′ 17″ W                                                                                           | Waterloo             | 1907 errichtete Feuerwache; heute Restaurant und Veranstaltungshaus                                            |
| 16    | The Fowler Company Building                               | The Fowler Company Building                               | 2009 ID-Nr. 09000712  | 226-228 East 4th Street 42° 29′ 54,4″ N, 92° 20′ 8,5″ W                                                                                      | Waterloo             | Mehrstöckiges Geschäftshaus                                                                                    |
| 17    | Clement B. Gingrich House                                 | Clement B. Gingrich House                                 | 1996 ID-Nr. 96001371  | 300 Walnut Street 42° 18′ 51,1″ N, 92° 11′ 17,9″ W                                                                                           | La Porte City        | 1916 errichtetes Wohnhaus                                                                                      |
| 18    | Grace Methodist Episcopal Church                          | Grace Methodist Episcopal Church                          | 2011 ID-Nr. 11000719  | 633 Walnut Street 42° 30′ 3,5″ N, 92° 19′ 51,4″ W                                                                                            | Waterloo             | 1912 in neoklassizistischen Stil errichtete Kirche                                                             |
| 19    | Highland Historic District                                | Highland Historic District                                | 1984 ID-Nr. 84001209  | Abgegrenzt durch Independence Avenue, Steely Street, Idaho Street und Vine Street 42° 30′ 1″ N, 92° 18′ 42″ W                                | Waterloo             | Wohnviertel mit 223 Gebäuden verschiedener Baustile                                                            |
| 20    | Hotel President                                           | Hotel President                                           | 2017 ID-Nr. 100000484 | 500 Sycamore Street 42° 29′ 55,7″ N, 92° 20′ 12,4″ W                                                                                         | Waterloo             | |
| 21    | Hotel Russell-Lamson                                      | Hotel Russell-Lamson                                      | 1988 ID-Nr. 88001324  | 201-215 West 5th Street 42° 29′ 39″ N, 92° 20′ 19″ W                                                                                         | Waterloo             | 1919 errichtetes Hotel                                                                                         |
| 22    | La Porte City Station                                     | La Porte City Station                                     | 1979 ID-Nr. 79003781  | 202 Eastg Main Street 42° 18′ 55,1″ N, 92° 11′ 31,9″ W                                                                                       | La Porte City        | 1912 errichtetes Bahnhofsgebäude; heute Rathaus                                                                |
| 23    | H.J. August and Justena Lange Farmstead Historic District | H.J. August and Justena Lange Farmstead Historic District | 1997 ID-Nr. 97000385  | 8214 Spring Creek Road 42° 22′ 53″ N, 92° 4′ 28,9″ W                                                                                         | La Porte City        | 1898 errichtete Farm mit sieben Gebäuden                                                                       |
| 24    | LaPorte City Town Hall and Fire Station                   | LaPorte City Town Hall and Fire Station                   | 1977 ID-Nr. 77000496  | 413 Chestnut 42° 18′ 49″ N, 92° 11′ 30,1″ W                                                                                                  | La Porte City        | 1876 errichtetes früheres Rathaus mit Feuerwache; heute Museum                                                 |
| 25    | Marsh-Place Building                                      | Marsh-Place Building                                      | 1998 ID-Nr. 98001272  | 627 Sycamore Street 42° 29′ 51″ N, 92° 20′ 4″ W                                                                                              | Waterloo             | 1910 errichtetes Geschäftshaus                                                                                 |
| 26    | Master Service Station                                    | Master Service Station                                    | 2011 ID-Nr. 10001204  | 500 Jefferson Street 42° 29′ 42″ N, 92° 20′ 30″ W                                                                                            | Waterloo             | Frühere Autowerkstatt                                                                                          |
| 27    | John N. and Mary McQuilken House                          | John N. and Mary McQuilken House                          | 1994 ID-Nr. 94001097  | 602 Commercial Street 42° 18′ 46,1″ N, 92° 11′ 35,2″ W                                                                                       | La Porte City        | 1901 errichtetes Wohnhaus                                                                                      |
| 28    | James Newell Barn                                         |                                                           | 1976 ID-Nr. 76000734  | Abseits der Winslow Road 42° 37′ 1″ N, 92° 29′ 38″ W                                                                                         | Washington Township  | 1859 errichtete Rundscheune                                                                                    |
| 29    | Overland Waterloo Company Building                        | Overland Waterloo Company Building                        | 2014 ID-Nr. 14000663  | 500 East 4th Street 42° 30′ 1,8″ N, 92° 19′ 58,1″ W                                                                                          | Waterloo             | |
| 30    | Rath Packing Company Administration Building              | Rath Packing Company Administration Building              | 2008 ID-Nr. 08001162  | 1515 East Sycamore Street, 208-212 Elm Street 42° 29′ 33″ N, 92° 19′ 26″ W                                                                   | Waterloo             | 1925 im neugotischen Stil errichtetes Verwaltungsgebäude der Rath Packing Company                              |
| 31    | Roosevelt Elementary School                               | Roosevelt Elementary School                               | 2004 ID-Nr. 04001402  | 200 East Arlington Street 42° 31′ 6″ N, 92° 20′ 11″ W                                                                                        | Waterloo             | 1922 im neugotischen Stil errichtetes Schulgebäude                                                             |
| 32    | Round Barn, Washington Township                           | Round Barn, Washington Township                           | 1986 ID-Nr. 86001417  | West Mount Vernon Road 42° 35′ 7″ N, 92° 27′ 40″ W                                                                                           | Washington Township  | 1917 errichtete Rundscheune                                                                                    |
| 33    | C.A. Rownd Round Barn                                     | C.A. Rownd Round Barn                                     | 1986 ID-Nr. 86003193  | 5102 South Main Street 42° 29′ 50″ N, 92° 27′ 47″ W                                                                                          | Cedar Falls Township | 1911 errichtete Rundscheune                                                                                    |
| 34    | Rensselaer Russell House                                  | Rensselaer Russell House                                  | 1973 ID-Nr. 73000722  | 520 West 3rd Street 42° 29′ 39″ N, 92° 20′ 44″ W                                                                                             | Waterloo             | 1858 im viktorianischen Stil errichtetes Wohnhaus; heute Museum                                                |
| 35    | Snowden House                                             | Snowden House                                             | 1977 ID-Nr. 77000498  | 306 Washington Street 42° 29′ 39″ N, 92° 20′ 44″ W                                                                                           | Waterloo             | 1878 im Italianate-Stil errichtetes Gebäude                                                                    |
| 36    | Syndicate Block                                           | Syndicate Block                                           | 2005 ID-Nr. 05001429  | 206, 208, 210, 212 und 216 Main Street 42° 18′ 54″ N, 92° 11′ 24″ W                                                                          | La Porte City        | 1891 im viktorianischen Stil errichteter Block mit Geschäftshäusern                                            |
| 37    | Walnut Street Baptist Church                              | Walnut Street Baptist Church                              | 2000 ID-Nr. 00000983  | 415 Walnut Street 42° 30′ 9″ N, 92° 20′ 2″ W                                                                                                 | Waterloo             | 1908 errichtete Baptistenkirche                                                                                |
| 38    | Dr. Jesse Wasson Building                                 | Dr. Jesse Wasson Building                                 | 1999 ID-Nr. 99001239  | 201 Main Street 42° 18′ 54″ N, 92° 11′ 34,1″ W                                                                                               | La Porte City        | 1878 im viktorianischen Stil errichtetes Geschäftshaus                                                         |
| 39    | William Waterfield House                                  | William Waterfield House                                  | 1978 ID-Nr. 78001206  | 308 3rd Street, South 42° 27′ 54″ N, 92° 13′ 11″ W                                                                                           | Raymond              | 1867 errichtetes achteckiges Gebäude                                                                           |
| 40    | Waterloo East Commercial Historic District                | Waterloo East Commercial Historic District                | 2011 ID-Nr. 11000813  | 128-329 East 4th Street, 612-616 Mulberry Street und 501-632 Sycamore Street 42° 29′ 56″ N, 92° 20′ 6″ W                                     | Waterloo             | |
| 41    | Waterloo West Commercial Historic District                | Waterloo West Commercial Historic District                | 2014 ID-Nr. 14000664  | 217-333 West 4th Street, 301-317 West 5th Street und 612-716 Jefferson Street 42° 29′ 39,5″ N, 92° 20′ 26,2″ W                               | Waterloo             | |
| 42    | Waterloo Masonic Temple                                   | Waterloo Masonic Temple                                   | 2013 ID-Nr. 13000921  | 325 East Park Avenue 42° 30′ 2″ N, 92° 20′ 8,6″ W                                                                                            | Waterloo             | |
| 43    | Waterloo Public Library (West Branch)                     | Waterloo Public Library (West Branch)                     | 1983 ID-Nr. 83000342  | 528 West 4th Street 42° 29′ 33″ N, 92° 20′ 35″ W                                                                                             | Waterloo             | 1906 im neoklassizistischen Stil errichtete öffentliche Bibliothek                                             |
| 44    | Waterloo Public Library-East Side Branch                  | Waterloo Public Library-East Side Branch                  | 1988 ID-Nr. 88001323  | 626 Mulberry Street 42° 29′ 56″ N, 92° 19′ 59″ W                                                                                             | Waterloo             | 1906 im neoklassizistischen Stil errichtete öffentliche Bibliothek                                             |
| 45    | Henry Weis House                                          | Henry Weis House                                          | 1989 ID-Nr. 89001779  | 800 West 4th Street 42° 29′ 26″ N, 92° 20′ 45″ W                                                                                             | Waterloo             | 1902 im Queen-Anne-Stil errichtetes Wohnhaus; heute Geschäftsgebäude                                           |
| 46    | Whittier School                                           | Whittier School                                           | 2004 ID-Nr. 04001400  | 1500 3rd Street, West 42° 29′ 14″ N, 92° 21′ 22″ W                                                                                           | Waterloo             | 1906 errichtetes Schulgebäude                                                                                  |
| 47    | Daniel and Margaret Wild House                            | Daniel and Margaret Wild House                            | 2017 ID-Nr. 100001214 | 501 West 1st Street 42° 32′ 17″ N, 92° 27′ 3,9″ W                                                                                            | Cedar Falls          | |
| 48    | YMCA Building                                             | YMCA Building                                             | 1983 ID-Nr. 83000343  | 154 West 4th Street 42° 29′ 37″ N, 92° 20′ 27″ W                                                                                             | Waterloo             | 1931 im Stil der Moderne errichtetes Gebäude des örtlichen YMCA                                                |

## Frühere Einträge
| [ 2 ] | Name                                 | Bild | Eintragsdatum        | Lage                                                                          | Ort         | Beschreibung                                                      |
| ----- | ------------------------------------ | ---- | -------------------- | ----------------------------------------------------------------------------- | ----------- | ----------------------------------------------------------------- |
| 1     | Central Hall                         |      | 1984 ID-Nr. 84001204 | Campus der University of Northern Iowa 42° 30′ 44,9″ N, 92° 27′ 59,3″ W       | Cedar Falls | Im Jahr 1965 abgebrannt; im Jahr 2002 aus dem Register gestrichen |
| 2     | Crane Creek Bridge                   |      | 1998 ID-Nr. 98000769 | Brücke der Marquis Road über den Crane Creek 42° 35′ 10,8″ N, 92° 12′ 40,8″ W | Waterloo    | Im Jahr 2003 aus dem Register gestrichen                          |
| 3     | Fields Barn                          |      | 1977 ID-Nr. 77000495 | Viking Road 42° 28′ 59,9″ N, 92° 29′ 10″ W                                    | Cedar Falls | Im Jahr 2009 aus dem Register gestrichen                          |
| 4     | Forrest Milling Company Oatmeal Mill |      | 1980 ID-Nr. 80001430 | North Main Street 42° 28′ 59,9″ N, 92° 29′ 10″ W                              | Cedar Falls | Im Jahr 2008 aus dem Register gestrichen                          |